# Cyperus thorelii
Cyperus thorelii är en halvgräsart som beskrevs av E.G.Camus. Cyperus thorelii ingår i släktet papyrusar, och familjen halvgräs. Inga underarter finns listade i Catalogue of Life.